# Ndweni
El riu Ndweni (en afrikaans: Ndwenirivier) és un riu que flueix pel centre de KwaZulu-Natal, Sud-àfrica. El riu desemboca al riu Buffalo que més tard s'uneix al riu Tugela.